# GoGo Penguin
GoGo Penguin is een Engelse band uit Manchester, Engeland, bestaande uit pianist Chris Illingworth, bassist Nick Blacka en drummer Jon Scott. Jon verving drummer Rob Turner eind 2021. Grant Russell was ten tijde van het eerst album bassist van de band maar werd eind 2012 vervangen door Blacka.

## Muziekstijl
De muziek van de band bevat break-beats, minimalistische pianomelodieën, krachtige baslijnen en op elektronica geïnspireerde drums. Ze componeren hun nummers gezamenlijk. Hun muziek bevat elementen van trip-hop, jazz, rock en klassieke (minimalistische) muziek.
| Jaar | Album                        | Etiket            |
| ---- | ---------------------------- | ----------------- |
| 2012 | Fanfares                     | Gondwana Records  |
| 2014 | v2.0                         | Gondwana Records  |
| 2016 | Man Made Object              | Blue Note Records |
| 2018 | A Humdrum Star               | Blue Note Records |
| 2019 | Ocean in a Drop              | Blue Note Records |
| 2020 | GoGo Penguin                 | Blue Note Records |
| 2021 | GGP / RMX (aangekondigd)     | Blue Note Records |
| 2022 | Between Two Waves            | XXIM Records      |
| 2023 | Everything Is Going to Be OK | XXIM Records      |
| 2025 | Necessary Fictions           |                   |